# Frank Wykoff
Frank Wykoff   (Des Moines, 29 d'octubre de 1909 - Altadena, 1 de gener de 1980) va ser un atleta estatunidenc, especialista en curses de velocitat, guanyador de tres ors olímpics, durant les dècades de 1920 i 1930.
El 1928 va prendre part en els Jocs Olímpics d'Amsterdam, on va disputar dues proves del programa d'atletisme. En els 4x100 metres, formant equip amb James Quinn, Charles Borah i Henry Russell, guanyà la medalla d'or, mentre en els 100 metres fou quart. Quatre anys mér tard, als Jocs de Los Angeles 1932, revalidà la medalla d'or en els 4x100 metres, aquesta vegada formant equip amb Robert Kiesel, Hector Dyer i Emmett Toppino. La tercera, i darrera, participació en uns Jocs Olímpics va ser el 1936, a Berlín, on novament guanyà la medalla d'or en els 4x100 metres, junt a Jesse Owens, Ralph Metcalfe i Foy Draper.
Va estudiar al Glendale High School i a la Universitat del Sud de Califòrnia, on fou entrenat per Dean Cromwell. En el seu palmarès també destaquen els campionats de l'AAU de 100 iardes de 1928 i 1931 i els campionats de la NCAA en 100 iardes de 1930 i 1931. Va establir un nou rècord mundial en 100 iardes el maig de 1930 amb un temps de 9.4", que igualà un mes després. Com a membre de l'equip dels 4x100 metres va establir tres rècords del món, el 1931, 1932 i 1936.

## Millors marques
- 100 metres llisos. 10.4" (1932)
- 200 metres llisos. 21.1" (1931)
- 4x100 metres relleus. 39.8" (1936) Rècord del Món.[4]